# Miguel Angá Díaz

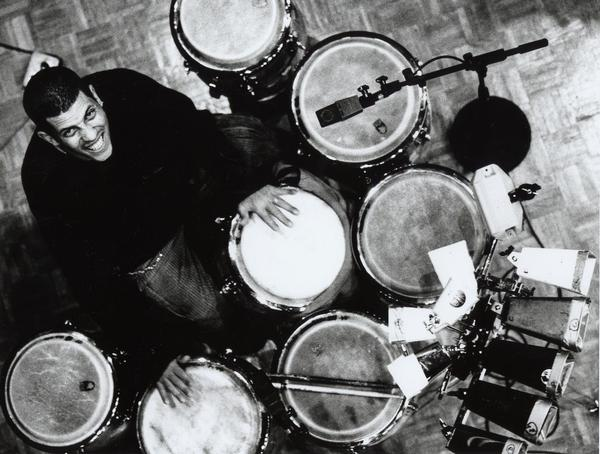
Miguel „Angá“ Díaz

Miguel Aurelio „Angá“ Díaz Zayas (* 15. Juni 1961 in San Juan y Martínez, Kuba; † 9. August 2006 in Sant Sadurní d’Anoia, Spanien) war ein kubanischer Perkussionist und Congaspieler.

## Leben
Díaz wuchs in einer Musikerfamilie auf, sein Vater war Saxophonist und Klarinettist, sein Bruder ist der in Barcelona lebende Sänger Juan Miguel „El Indio“ Díaz Zayas. Seinen Spitznamen „Angá“, unter dem er bekannt wurde, erbte er von seinem Vater. Díaz lernte das Conga-Spielen zunächst von einem Lehrer, der regelmäßig in der Nachbarschaft spielte. Im Alter von 10 Jahren verließ er seinen Heimatort San Juan y Martínez in der Provinz Pinar del Río, da er aufgrund seines außergewöhnlichen Talents zur professionellen Musikerausbildung in der Hauptstadt Havanna ausgewählt wurde. Bereits als Teenager studierte er an der Musikfakultät der Nationalen Kunstschule. Díaz spielte zunächst mit der Latin-Jazz-Band Opus 13 und betrat die internationale Bühne 1987, als er in die vom Pianisten Chucho Valdés geleitete Band Irakere aufgenommen wurde. 1994 nahm er gemeinsam mit dem Conga-Altstar Tata Güines (1930–2008) in Havanna das Album Pasaporte auf, das vom staatlichen Musiklabel mit dem Gran Premio EGREM als bestes Album des Jahres ausgezeichnet wurde.
1995 verließ er Kuba und ließ sich zunächst in Paris nieder, 2003 zog er in die Nähe von Barcelona. 1998 gewann er mit der Band Roy Hargrove's Crisol den internationalen Musikpreis „Grammy“ für das Album Habana in der Kategorie „Beste Latin-Jazz-Vorstellung“. Er arbeitete mit verschiedenen prominenten Musikern zusammen, darunter Herbie Hancock, Tito Puente, Steve Coleman, Omar Sosa, Rubén González, Ibrahim Ferrer, Ry Cooder, Omara Portuondo, Orlando "Cachaíto" López, Mark Alban Lotz und die Bands Afro-Cuban All Stars, Cubanismo, Orishas und Buena Vista Social Club.
2005 veröffentlichte er auf dem Weltmusik-Label World Circuit mit Echu Mingua sein erstes Solo-Album. Im Jahre 2006 startete er ein Projekt, bei dem er mit Künstlern aus den Bereichen Hip-Hop, Jazz und Funk zusammen spielte.
Sein letztes Solo ist auf der CD Rumba pa' Angá zu hören. Die Band Companyia Catalana de Latin Jazz von Trompeter/Arrangeur Esteve Molero hatte Angá sowie seinen Bruder Juan als Gastmusiker eingeladen und mit ihnen mehrere Stücke aufgenommen. Kurz nach den Aufnahmen verstarb Angá an einem Herzinfarkt in seinem Wohnort Sant Sadurní d’Anoia in der Nähe von Barcelona.
Angás Töchter sind die Zwillinge Lisa-Kaindé und Naomi Díaz (geboren 1994), die als Duo unter dem Namen Ibeyi, was in der Yoruba-Sprache „Zwillinge“ bedeutet, in die Fußstapfen ihres Vaters treten. Angás älteste Tochter Yanira, Halbschwester der Zwillinge, starb 2013.